# Райцы (Шимский район)
Райцы — деревня в Шимском районе Новгородской области в составе Подгощского сельского поселения.

## География
Находится в западной части Новгородской области на расстоянии приблизительно 9 км на юг-юго-восток по прямой от районного центра поселка Шимск.

## История
Упоминалась с 1498 года. На карте 1840 года была обозначена как поселение с 23 дворами. В 1909 году здесь (деревня Старорусского уезда Новгородской губернии) было учтено 37 дворов.

## Население
Численность населения: 194 человека (1909 год), 10 (русские 100 %) в 2002 году, 5 в 2010.